# يوسف محمد (حكم كرة قدم)
يوسف محمد أفندي هو حكم كرة قدم مصري دولي، ويعتبر أول حكم مصري وعربي يحكم في نهائيات كأس العالم عام 1934 بإيطاليا، وكان من أهم الحكام في فترة العشرينات والثلاثينات، سافر من مصر إلى أنتويرب وإلى أمستردام في المسابقات الأولمبية، واشتُهر دائمًا بأناقته وعدالته التحكيمية.

## المباريات المهمة التي أدارها
وقد أدار اللقاء الذي جمع منتخبي أمريكا والمكسيك في 24 مايو 1934 وانتهى بفوز المنتخب الأمريكي بأربعة أهداف مقابل هدفين، وذلك ضمن تصفيات أمريكا الشمالية المؤهلة لنهائيات مونديال إيطاليا عام 1934.
كما عمل في المباراة التي جمعت منتخبي تشيكوسلوفاكيا وسويسرا يوم 31 مايو لعام 1934 بمدينة تورينو الإيطالية والتي انتهت بتغلب الأول بثلاثة أهداف مقابل هدفين، حيث كانت مشاركته في هذه المباراة التي أقيمت ضمن منافسات الدور ربع النهائي للمونديال كمساعد أول.

وقد حكم في كأس الخليج 1996، وقد أدار مباراة منتخب الكويت لكرة القدم ومنتخب عمان لكرة القدم في 18 أكتوبر 1996، وقد حكم مباراة منتخب الإمارات لكرة القدم ومنتخب الكويت لكرة القدم في 22 أكتوبر 1996.